# Лобо
Лобо (англ. Lobo) — вигаданий персонаж, що з’являється в коміксах видавництва DC Comics. Він був створений сценаристом Роджером Слайфером і художником Кітом Ґіффеном, уперше з’явившись у випуску Omega Men №3 (червень 1983 року). Лобо — інопланетянин з утопічної планети Царнія, який працює як міжзоряний найманець і мисливець за головами.
Спочатку персонажа було представлено як антагоніста у 1980-х роках, однак згодом він був відсторонений від основних наративів DC. Лобо перебував у творчій «в’язниці» до початку 1990-х, коли його було перезапущено як мисливця за головами з власною коміксовою серією. Одним із ключових чинників цього перезапуску став унікальний художній стиль Саймона Бізлі, чия перебільшена, динамічна візуальна мова допомогла переосмислити образ персонажа та значно підвищила його популярність. Робота Бізлі, починаючи з мінісерії Lobo: The Last Czarnian (1990), була визначальною для формування впізнаваного образу Лобо й утвердила його місце в комікс-культурі 1990-х. Автори намагались використовувати Лобо як пародію на модну в той час «похмуру та жорстоку» супергеройську естетику, однак персонаж, навпаки, став улюбленцем шанувальників цього жанру. Завдяки цьому Лобо отримав значно помітнішу роль у всесвіті DC і став головним героєм багатьох серій у наступні десятиліття.
Лобо також був широко адаптований у позакоміксових медіа. У анімаційних проєктах та відеоіграх його озвучували Бред Ґаррет, Девід Соболов, Джон ДіМаджіо, Фред Татасчіоре та інші. У телесеріалі «Криптон» (2018–2019) персонажа втілив Еммет Дж. Скалан, а у кіновсесвіті DC Лобо дебютує у фільмі «Суперґерл» (2026), де його зіграє Джейсон Момоа.

## Історія публікації

### Передісторія
У 1990-х роках Лобо мав короткий період популярності як один із провідних персонажів DC Comics. У цій версії його було створено як сатиру на супергероїв типу Росомахи з Marvel Comics. У коміксі Deadpool №41 з'явився персонаж «Dirty Wolff» — пародія на Лобо, великий синьошкірий чоловік на демонічному мотоциклі. Аналогічні пародії з’являлися у серіях Bloodwulf (Image Comics) та Satan's Six (Topps Comics), де Лобо поставав під іменем «Боло».
Візуальний стиль персонажа був значною мірою сформований художником Саймоном Бізлі, чий спосіб життя в середовищі байкерів вплинув на зовнішній вигляд Лобо, надавши йому відповідної естетики.
У інтерв’ю 2006 року Кіт Ґіффен заявив, що спочатку створював Лобо як сатиричну відповідь на архетип героїв на кшталт Карателя та Росомахи, однак персонаж здобув популярність серед прихильників жорстоких супергероїв. Пізніше Ґіффен зазначив, що як Лобо, так і персонаж Ambush Bug були натхненні його шкільним персонажем, на ім'я Сновида.
Стен Лі називав Лобо своїм улюбленим персонажем серед героїв DC Comics.

### Поява
Лобо вперше з'явився на сторінках коміксів у червні 1983 у коміксі Omega Men №3, створений сценаристом Роджером Слайфером і художником Кітом Ґіффеном.

## Вигадана біографія
Лобо народився на планеті Царнія — високорозвиненій, мирній і культурній цивілізації, населення якої практично не знало насильства. Він став винятком: ще з раннього дитинства виявляв жорстокість, патологічну схильність до насилля і повну відсутність емпатії. Прагнучи довести свою абсолютну перевагу, Лобо під час шкільного експерименту створив отруйних паразитів, які за короткий час знищили всіх мешканців планети. Так він став єдиним, хто вижив, і самовдоволено назвав це «науковою роботою з геноциду». Після знищення Царнії Лобо вирушив у міжзоряні мандри та заробляв на життя як найманець, мисливець за головами, убивця і виконавець найбруднішої роботи у всесвіті. Його прославила не лише виняткова жорстокість і бойова майстерність, а й абсолютна незламність: він володіє надлюдською силою, регенерацією, витривалістю, а також практично безсмертний. Його не приймають ні рай, ні пекло — він був вигнаний з обох, бо навіть потойбіччя не змогло його витримати. Лобо має особистий кодекс: він завжди виконує замовлення, якщо вже його взяв. Це робить його надійним, хоч і вкрай небезпечним союзником. За свою кар’єру він неодноразово вступав у конфлікти з героями Землі, зокрема з Суперменом, Зеленим Ліхтарем та членами Ліги Справедливості. Водночас іноді він ставав на бік добра — зазвичай із фінансових міркувань або просто з нудьги.

## Колекційні видання
| Назва                                    | Випуски |
| ---------------------------------------- | --- |
| Lobo by Keith Giffen & Alan Grant Vol. 1 | Lobo #1-4, Lobo: Paramilitary Christmas Special #1, Lobo's Back #1-4, Lobo: Blazing Chain of Love #1 і Lobo Convention Special #1 |
| Lobo by Keith Giffen & Alan Grant Vol. 2 | Lobo: Infanticide #1-4, Lobo: Death and Taxes #1-4, Lobo #58, Authority/Lobo: Jingle Hell і Authority/Lobo: Spring Break Massacre |
| Lobo Big Fraggin Compendium Book One     | Lobo Vol. 1 #1-4, Lobo Vol. 2 #0-9, Annual #1-2, Lobo Paramilitary Christmas Special #1, Lobo's Back #1-4, Lobo: Blazing Chain of Love #1, Lobo: Infanticide #1-4, Lobo: Portrait of a Victim #1, Lobo: Unamerican Gladiators #1-4, Lobo Convention Special #1, Lobo: A Contract on Gawd #1-4, Lobo: In the Chair #1, Green Lantern Corps Quarterly #8, Superman: The Man of Steel #30, The Demon Vol. 3 #11-15, The Omega Men #3 |
| Lobo Vol. 1: Targets                     | Lobo Vol. 3 #1-6 |
| Lobo Vol. 2: Beware His Might            | Lobo Vol. 3 #7-9, Annual #1, DC Sneak Peek: Lobo |
| Sinestro Vol. 3: Rising                  | Lobo Vol. 3 #10-11, Annual #1, Plus Sinestro #12-15 |
| Sinestro Vol. 4: The Fall of Sinestro    | Lobo Vol. 3 #12-13 Plus Sinestro #16-23 |
| Superman Vs. Lobo                        | Superman vs Lobo #1-3 |
| Crush & Lobo                             | Crush & Lobo #1-8 |